# Mile Jedinak
Michael John "Mile" Jedinak (n. 3 august 1984) este un fotbalist australian, căpitan al echipei Aston Villa din Championship și la echipei naționale de fotbal a Australiei.

## Titluri

### Club
Sydney United
- NSW Premier League: 2006

Central Coast Mariners
- A-League Premiership: 2007–08

Crystal Palace
- Football League Championship play-offs: 2013

### Meciuri la națională
| Australia | Australia | Australia |
| Echipă    | Meciuri   | Goluri    |
| --------- | --------- | --------- |
| 2008      | 3         | 0         |
| 2009      | 5         | 0         |
| 2010      | 9         | 0         |
| 2011      | 15        | 3         |
| 2012      | 5         | 0         |
| 2013      | 5         | 0         |
| 2014      | 1         | 1         |
| Total     | 43        | 4         |

## Legături externe
- FFA – Socceroo Arhivat în 20 aprilie 2012, la Wayback Machine.
- Profil la TFF.org